# マリン・ハルテリウス
マリン・ハルテリウス（Malin Hartelius, 1966年9月1日 - ）は、スウェーデン出身のソプラノ歌手。
ベクショーの生まれ。ウィーンでマルガリート・ベンスに声楽を学び、1989年からウィーン国立歌劇場の歌手として活動を始めた。1991年から2012年までチューリッヒ歌劇場の歌手として活躍。2010年にはスウェーデン王室から文化教育勲章を授与されている。